# Snischne
Snischne (ukrainisch Сніжне; russisch Снежное Sneschnoje, deutsch: „Schneeort“) ist eine Stadt von regionaler Bedeutung im Osten der Ukraine und ein Zentrum des Kohlebergbaus und der Lebensmittelindustrie im Donezbecken mit etwa 47.000 Einwohnern (2016).

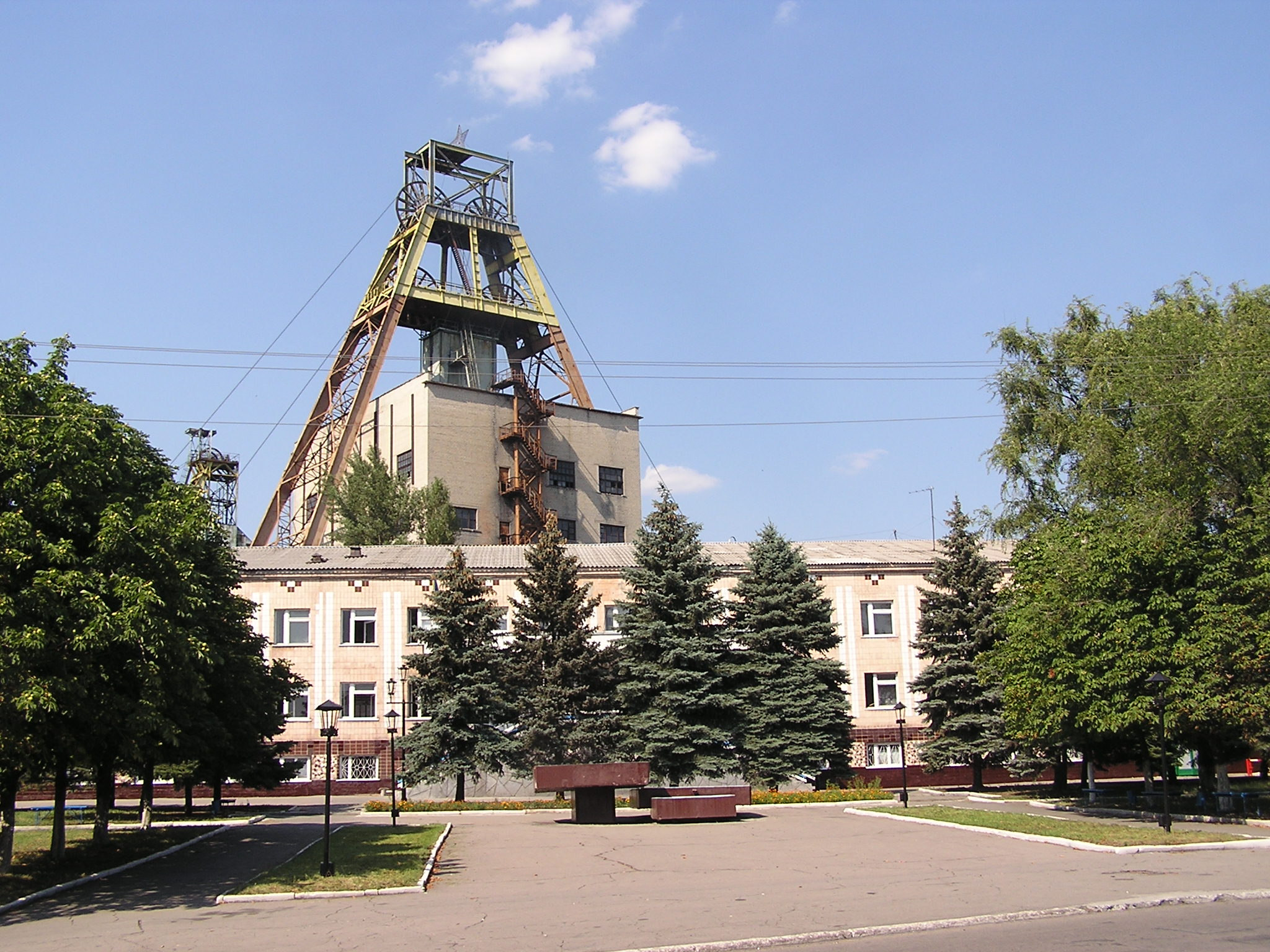
Kohlezeche Nr. 9

## Geschichte
Die 1784 von einem Kosakengeneral namens Iwan Wassiljew gegründete Ortschaft trug bis 1864 zu dessen Ehren den Namen Wassyliwka (Василівна). Seit 1938 hat Snischne den Status einer Stadt. Vom Oktober 1941 bis zum September 1943 war die Stadt von Truppen der Wehrmacht besetzt.
Die Stadt befindet sich seit 2014 unter Kontrolle der international nicht anerkannten Volksrepublik Donezk und gehört nach Angaben der ukrainischen Regierung zu einem Gebiet, auf dem die Organe der Staatsmacht vorübergehend ihre Befugnisse nicht ausüben.

## Geographie

### Geographische Lage
Snischne liegt 75 km östlich vom Oblastzentrum Donezk und 12 km östlich von Tores im Südosten der Oblast Donezk an der Grenze zur Oblast Luhansk. An der Stadt vorbei verläuft die nationale Fernstraße N 21.

### Stadtgliederung
Die Stadtgemeinde insgesamt hat 70.600 Einwohner (2013). Sie gliedert sich in die Stadt selbst sowie die 5 Siedlungsratsgemeinden:
- Andrijiwka mit:
  - Andrijiwka (Siedlung städtischen Typs)
- Hirnyzke mit:
  - Braschyne (Siedlung städtischen Typs)
  - Hirnyzke (Siedlung städtischen Typs)
  - Lymantschuk (Siedlung städtischen Typs)
  - Nykyforowe (Siedlung städtischen Typs)
- Salisne mit:
  - Salisne (Siedlung städtischen Typs)
- Perwomajskyj mit
  - Perwomajske (Siedlung städtischen Typs)
  - Perwomajskyj (Siedlung städtischen Typs)
  - Pobjeda (Siedlung städtischen Typs)
  - Tscherwonyj Schowten (Siedlung, ukrainisch Червоний Жовтень – offiziell seit 2016 Balka/Балка[4])
- Sjewerne mit:
  - Sjewerne (Siedlung städtischen Typs)
  - Moltschalyne (Siedlung, ukrainisch Молчалине)
  - Suchiwske (Siedlung, ukrainisch Сухівське)

## Bevölkerung
Quelle:
1939 ;
1959 ;
1970 ;
ab 1979 

## Söhne und Töchter der Stadt
- Pawel Morosenko (1939–1991), sowjetischer Theater- und Filmschauspieler
- Anastasiia Hotfrid (* 1996), georgische Gewichtheberin

## Galerie

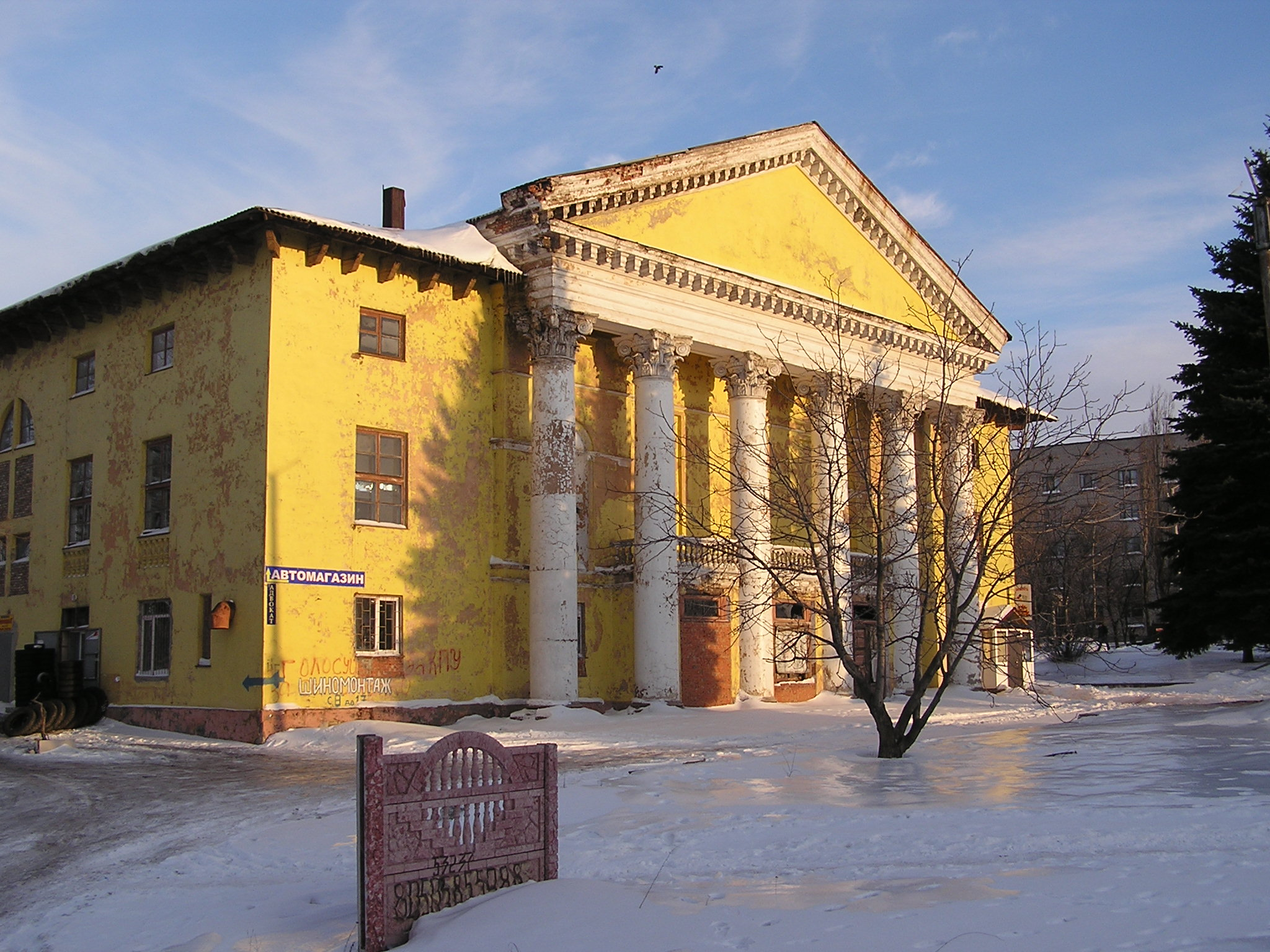
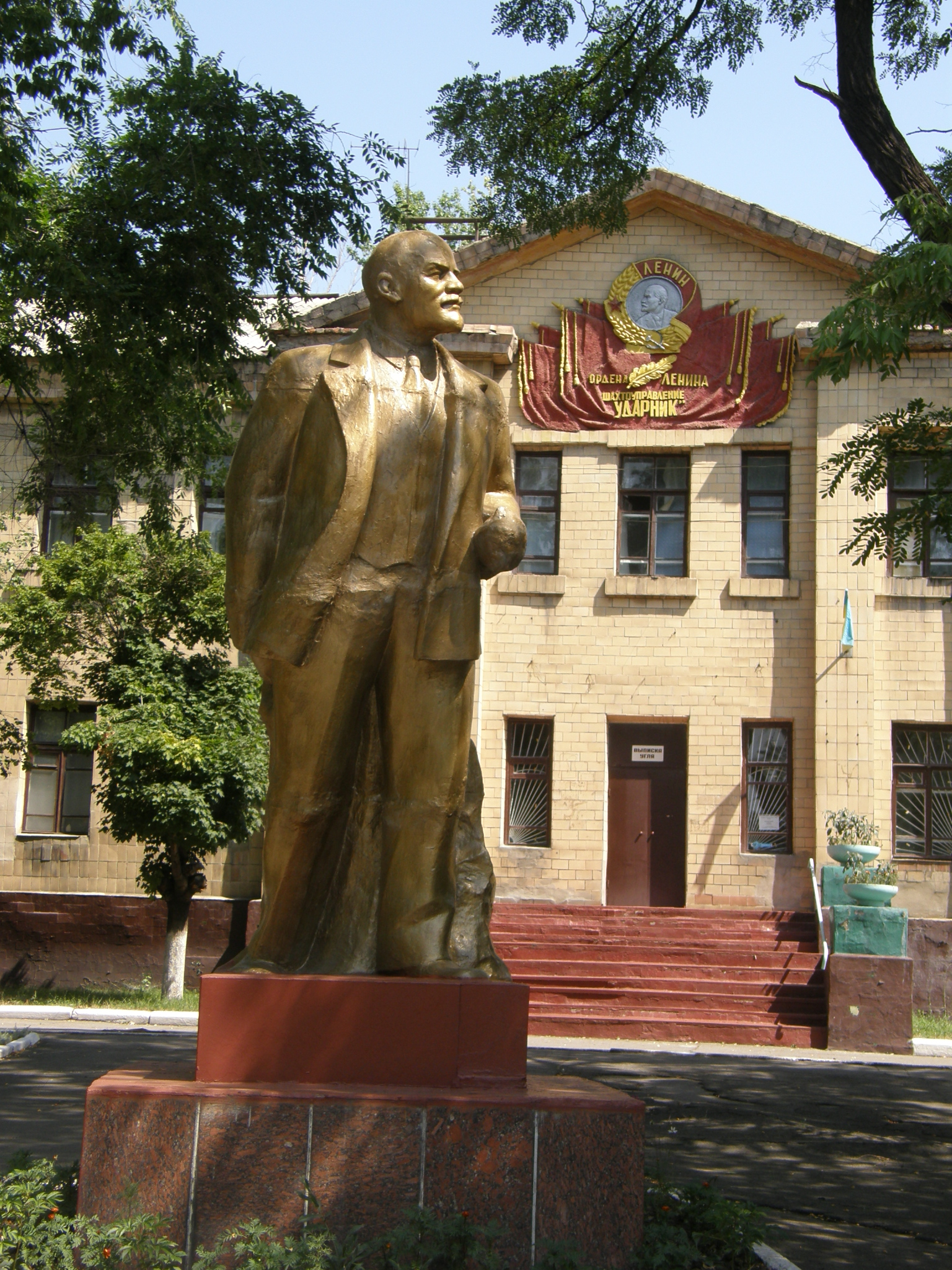
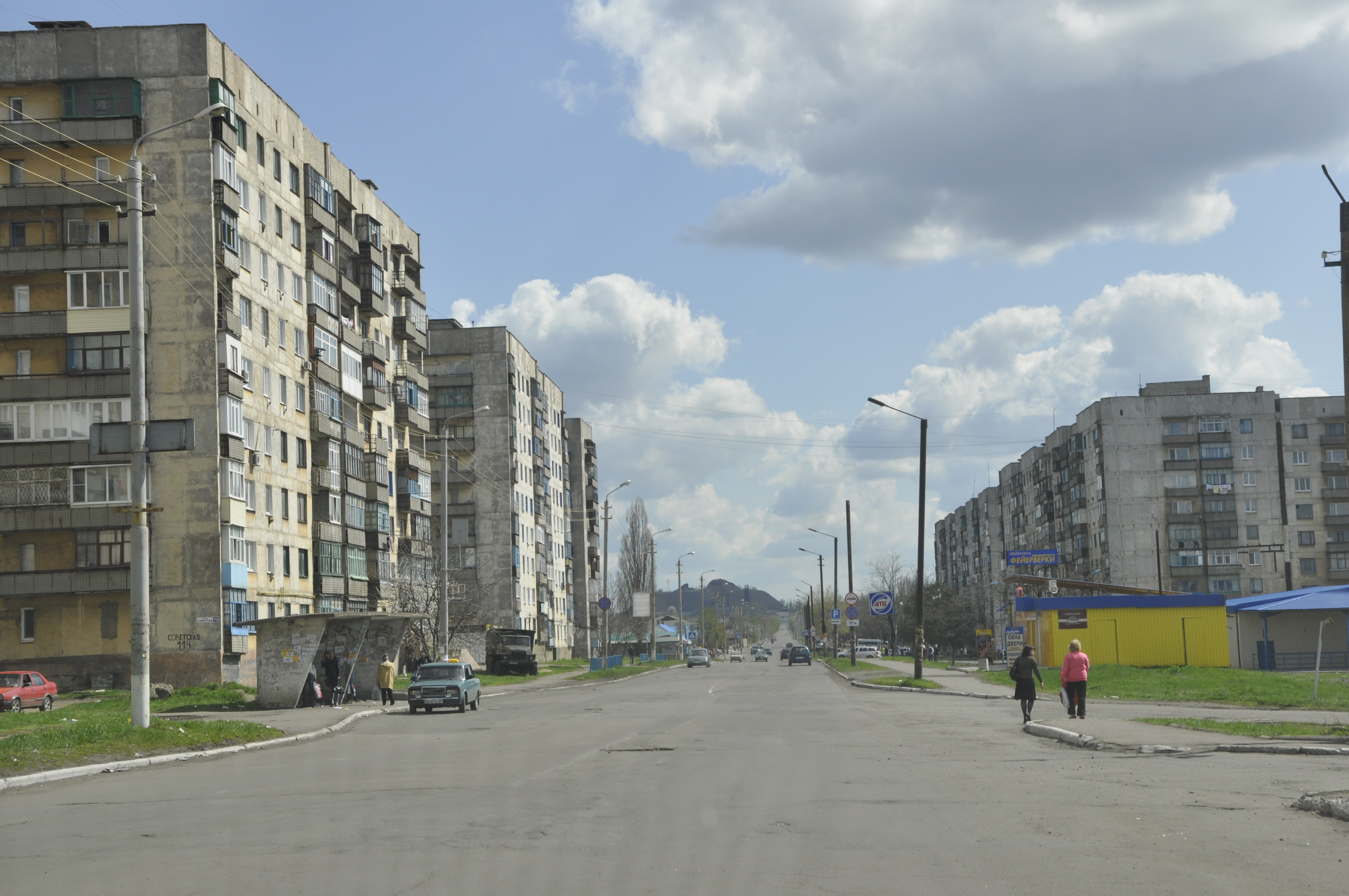
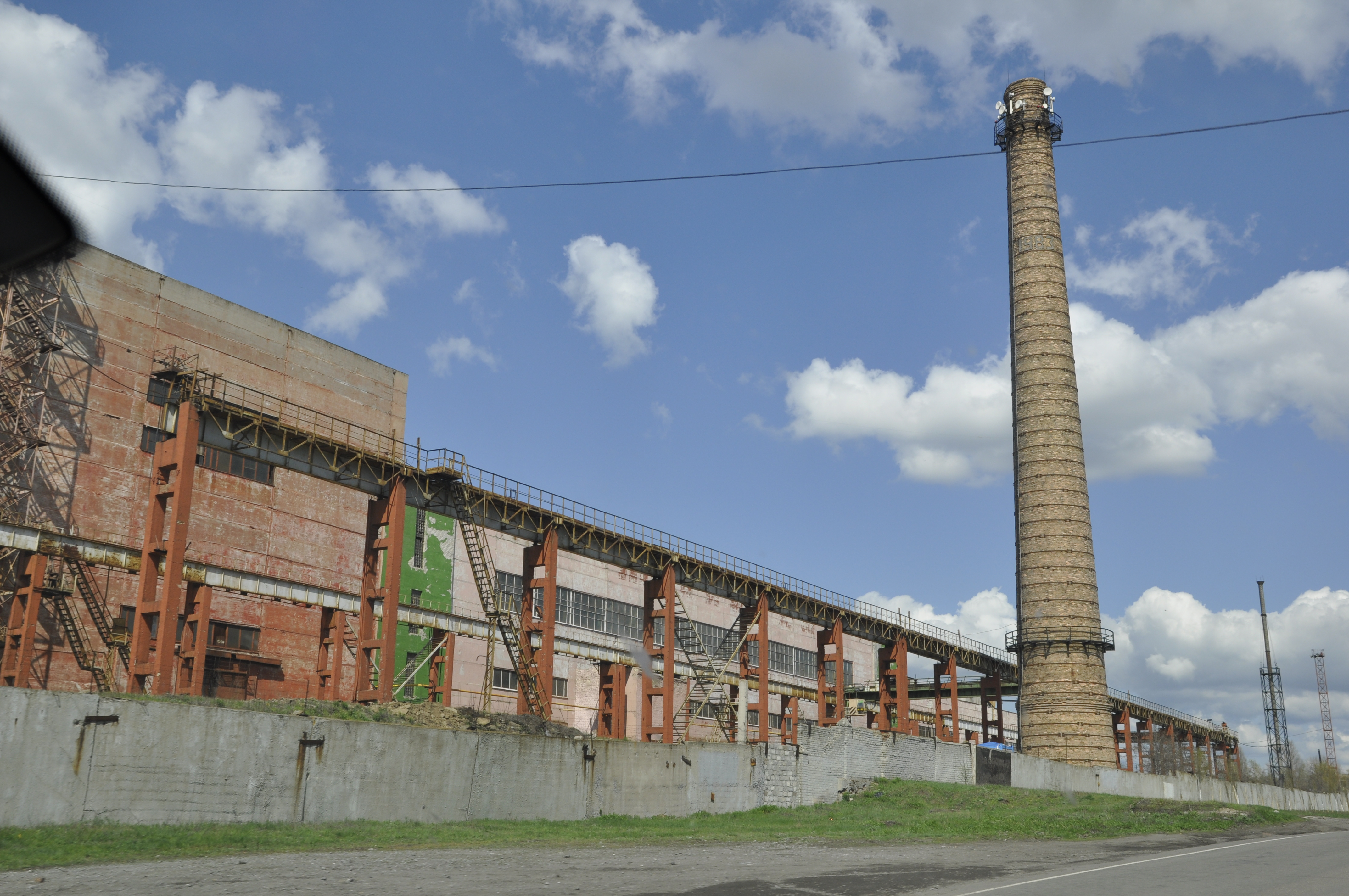

## Sonstiges
Ein Teil der Dreharbeiten des Films „Import Export“ (2007) fand in Snischne statt.